# 杜爽
杜爽（?—?），五代十国定州安喜县人，宋太祖、宋太宗的外祖父。
杜爽妻子范氏，生五子三女，子審琦、審玉、審瓊、審肇、審進。女以宋太祖的母亲昭宪太后居长。赵弘殷开始自河北南下，至杜家庄院，雪下得很大，赵弘殷避居杜家庄门下。之后，看庄院人私给他饭吃。几天后，看庄院人见其样貌奇伟办事勤谨，于是告诉了杜爽。杜爽出来见到了见就喜欢上了他，于是留在庄院几个月。杜爽和家人商议，把女儿四娘子嫁给了赵弘殷。赵弘殷和四娘子生育四子三女：邕王赵匡济、宋太祖、宋太宗、夔王赵匡赞、燕国长公主与陈国长公主等。宋朝建立后，宋太祖追赠外祖父杜爽为太师。